# Drelów
Drelów (gwarowo Drelóvo) – wieś  w Polsce, położona w województwie lubelskim, w powiecie bialskim, w gminie Drelów. Leży na obszarze Zaklęsłości Łomaskiej.
| SIMC    | Nazwa      | Rodzaj                          |
| ------- | ---------- | ------------------------------- |
| 0011660 | Augustówka | część wsi                       |
| 0011676 | Grańskie   | część wsi                       |
| 1021613 | Rupińskie  | część wsi                       |
| 1021620 | Starowieś  | część wsi                       |
| 1021642 | Wiski      | część wsi (zniesiona w 2023 r.) |

W latach 1954–1972 wieś należała i była siedzibą władz gromady Drelów. W latach 1975–1998 wieś administracyjnie należała do ówczesnego województwa bialskopodlaskiego.
Wieś jest sołectwem w gminie Drelów. Według Narodowego Spisu Powszechnego z roku 2011 wieś liczyła 938 mieszkańców.
Jest siedzibą gminy Drelów oraz rzymskokatolickiej parafii pod wezwaniem Niepokalanego Poczęcia Najświętszej Maryi Panny. 
Wieś była własnością starosty guzowskiego i nowomiejskiego Stanisława Opalińskiego w 1673 roku, leżała w ziemi mielnickiej województwa podlaskiego w 1795 roku. 
Przez wieś przebiega droga wojewódzka nr 813.
Działała tutaj Spółdzielnia Kółek Rolniczych Drelów.